# El Ferdan-broen
El Ferdan-jernbanebroen, der er den længste svingbro i verden, krydser Suez-kanalen nord for Ismailia. Den er åben det meste af tiden, så skibe kan passere på kanalen, og lukker kun når der er tog, som skal passere. Broen har været ude af drift siden 2015.

## Historie
Den første jernbanebro over Suezkanalen ved El Ferdan blev færdig i april 1918 til de palæstinensiske militærbaner. Den blev anset for at være en hindring for skibstrafikken, så efter 1. verdenskrig blev den fjernet. En svingbro i stål blev bygget i 1942 (under 2. verdenskrig), men den blev beskadiget af et dampskib og fjernet i 1947. En dobbelt svingbro blev færdig i 1954; men Suezkrisen i 1956 afbrød jernbaneforbindelsen over kanalen for tredje gang. En erstatningsbro blev færdig i 1963, men den blev ødelagt af egypterne i 1967 under Seksdageskrigen. Den nuværende bro blev bygget i 2001.

## Væsentlige udviklingsprojekter i regionen
El Ferdan jernbanebroen var led i en større strategi om at udvikle området omkring Suez-kanalen, herunder andre projekter såsom Ahmed Hamdi-tunnelen under Suezkanalen (færdig i 1983), elkabelforbindelsen over Suez-kanalen og Suez-kanal-broen (færdig i 2001, omkring 20 km nord for El Ferdan-jernbanebroen).

## Broen i dag
En ny (parallel) Suez-kanal blev udgravet i 2014-2015 og jernbanesporet ender derfor blindt øst for broen. der er behov for yderligere en ny bro. El Ferdan broen er derfor ude af drift.